# 하비브 뱅크
하비브 뱅크(우르두어: حبیب بینک)는 카라치의 하비브 뱅크 플라자에 위치한 파키스탄의 다국적 은행이다.
하비브 뱅크의 주요 지분은 스위스 제네바에 위치한 아가 칸 경제 개발 기금(AKFED)에 있다.
2018년 하비브 뱅크는 4개 대륙에 걸쳐 25개국 이상에 1700개 이상의 지점을 두고 있다. 자산 면에서 파키스탄에서 가장 큰 회사이며 포브스 글로벌 2000에서 파키스탄 최고의 회사로 거듭나고 있다. 또한 1,700개 이상의 지점을 보유한 파키스탄 최대의 상업 은행이기도 하다.

## 역사
1940년에 설립된 하비브 뱅크는 파키스탄 최초의 상업 은행이 되었다. 1951년 스리랑카 콜롬보에 첫 번째 국제 지사를 열었다. 1972년에는 본사를 당시 남아시아에서 가장 높은 건물이었던 하비브 뱅크 플라자로 이전했다. 정부는 1974년에 은행을 국유화하고 2003년에 민영화했다. 그 당시 아가 칸 경제 개발 기금은 지배적인 지분을 획득했다.
파키스탄 최초의 총독인 무함마드 알리 진나는 무슬림을 위한 별도의 나라를 만들기 위해 캠페인을 벌이면서 재정 중개의 중요성을 깨달았다. 그는 하비브 가족을 공동체에 봉사 할 수 있는 상업 은행을 설립하도록 설득했다. 그의 발의로 인해 1941년 봄베이(현재는 뭄바이)에 본사를 두고 25,000 루피의 고정 자본금을 가진 하비브 뱅크가 설립되었다. 이 은행은 파키스탄 설립을 위한 전인도 무슬림 연맹의 캠페인 자금을 조달하기 위해 무슬림 공동체의 자금을 동원하는 데 중요한 역할을 했다. 또한 하비브 뱅크는 영국이 인도에서 영국을 떠나기 전의 폭동과 폭력으로 인해 피해를 입은 이슬람 교도들에게 구호 기금을 전달하는 데 중요한 역할을 했다.
- 1947년 파키스탄이 건국된 후 하비브 뱅크는 진나 총독의 촉구에 따라 파키스탄 최초의 수도 인 카라치로 본사를 이전했다. 이로 인해 카라치는 새로 형성된 파키스탄의 첫 상업 은행이 위치한 곳이 되었다.

- 하비브 가족은 1974년 파키스탄 정부가 은행을 국유화 할 때까지 은행을 소유하고 관리했다.

- 2002년 6월 13일, 파키스탄 민영화 위원회는 파키스탄 정부가 아가 칸 경제 개발 기금(AKFED)의 은행 투자에 대한 하비브 뱅크의 과반수 소유권인 아가 칸 개발 네트워크의 자회사인 아가 칸 경제 개발 기금을 승인한다고 발표했다.[5]

- 2002년에 하비브 뱅크의 영국에서의 영업은 금융 서비스 당국의 규제 문제로 인해 폐쇄에 가까워졌다. 그러나 이 문제는 영업을 자회사로 전환하며 해결되었다. 그런 다음 하비브 뱅크과 파키스탄 연합 은행은 하비브-연합 국제 은행이라는 새로운 은행으로 합병했다.

- 2003년 12월 파키스탄 정부는 22.409억 파키스탄 루피(3억 8900만 달러)를 투자하여 은행 지분의 51%에 대해 AKFED 권한을 부여했다.[6] 2004년 2월 파키스탄 정부는 하비브 뱅크의 경영권을 AKFED에 넘겼다. 이사회는 의장 및 사장/CEO 및 3명의 파키스탄 정부 후보자를 포함하여 4명의 AKFED 후보자로 재구성되었다.[7]

- 2013년에는 ₨2억 씨티은행 파키스탄의 소비자 사업을 인수했다.[8]

- 2015년 4월 파키스탄 정부는 은행 지분 41.5% 또는 6억 9천만 주를 10억 2천만 달러에 매각했다.[9]

- 2015년 6월 하비브 뱅크는 바클리즈의 파키스탄 사업부를 인수하고 직원을 은행에 흡수했다.[10]

- 2018년 2월, 하비브 뱅크는 2017년 12월 31일 나우맨 K. 달의 조기 퇴직 이후 은행이 위험 관리 및 자금 세탁 방지 규칙을 준수하지 않아 벌금 2억 2,500만 달러가 발생한 후 수석 은행 가인 무함마드 오랑제브를 사장 겸 CEO로 임명했다.

- 2020년에 하비브 뱅크는 파키스탄 국립 은행으로부터 올해의 국내 시스템 중요 은행(D-SIB) 중 하나로 지정되었다.[11]

### 국제적 확장
1950년대에 하비브 뱅크는 국제적으로 확장을 시작했다. 1951년에 스리랑카에 세 개의 지점이 될 첫 번째 지점을 열었다. 다음 해 하비브 뱅크는 하비브 뱅크 (해외)를 설립했다. 그 후 1956년에는 케냐에 5개 지점 중 첫 번째 지점을 열었다.
- 1957년 또는 1958년 하비브 뱅크는 아덴에 지점을 열었다.
- 1961년 하비브 뱅크는 영국에 6개 지점이 될 첫 번째 지점을 열었다.
- 1964년 하비브 뱅크는 모리셔스에 4개 지점 중 첫 번째 지점과 베이루트에 지점을 열었다.
- 1966년 하비브 뱅크는 아랍에미리트에 8개 지점 중 첫 번째 지점을 열었다.
- 1967년 하더 무함마드 알리 하비브가 하비브 뱅크 AG 취리히를 설립했다. 파키스탄이 1974년에 하비브 뱅크를 국유화 한 후, 이곳은 하비브 뱅크를 보유한 가족의 주요 지점이 되었다.[12]
- 1969년 하비브 뱅크는 바레인에 세 지점 중 첫 번째 지점과 OBU를 열었다. 그러나 아덴의 지점은 국유화되었다.
- 1971년 하비브 뱅크는 싱가포르 OBU를, 뉴욕에 지점을 열었다.
- 1972년 하비브 뱅크는 오만에 11개 지점 중 첫 번째 지점을 열었다. 하비브 뱅크는 창립 25주년을 기념하기 위해 카라치에 하비브 뱅크 플라자를 건설했다.
- 1974년 파키스탄 정부는 하비브 뱅크를 국유화하고 하비브 뱅크 (해외)와 합병했다. 하비브 가족, 그 사업 또는 그 계열사는 국유화 후 하비브 뱅크에 대한 지분이 없었다.[13]
- 1975년 하비브 뱅크는 벨기에에 지사를 열었다. 하비브 뱅크는 파키스탄 은행인 스탠다드 뱅크와도 합병했다.
- 1976년 하비브 뱅크는 방글라데시의 두 지점 중 첫 번째인 세이셸, 몰디브에 지점을 열었다.
- 1979년 하비브 뱅크는 네덜란드에 지사를 열었다.
- 1980년 하비브 뱅크는 파리와 홍콩에 지점을 열었다.
- 1981년 하비브 뱅크는 40%의 소유권을 가진 나이지리아 하비브 뱅크를 설립했다. 또한 테헤란에 대표 사무소를 열었다.
- 1982년 하비브 뱅크는 하르툼에 지점을 열었다.
- 1983년 하비브 뱅크는 카라치 EPZ와 이스탄불에 지점을 개설했다.
- 1987년 호주에서도 하비브 뱅크가 오픈했다.
- 1991년 하비브 그룹은 파키스탄에서 민간 은행이 재건 된 후 별도의 민간 은행인 하비브 AL 은행을 설립했다. 하비브 뱅크는 피지 섬에 지점을 개설하고 BCCI의 파키스탄 지점을 인수했다.
- 1992년 네팔에서 하비브 뱅크는 히말라야 은행의 20%를 인수했다.
- 1995년 하비브 뱅크는 카이로에 대표 사무소를 설립했다.
- 2017년 하비브 뱅크는 우루무치 하이테크 산업 개발구에 중국 지사를 열었다.[14]
- 2021년 하비브 뱅크는 중국 베이징에 지점을 개설하고 고객에게 서비스를 제공하는 파키스탄 최초의 은행이 되었다.[15][16]

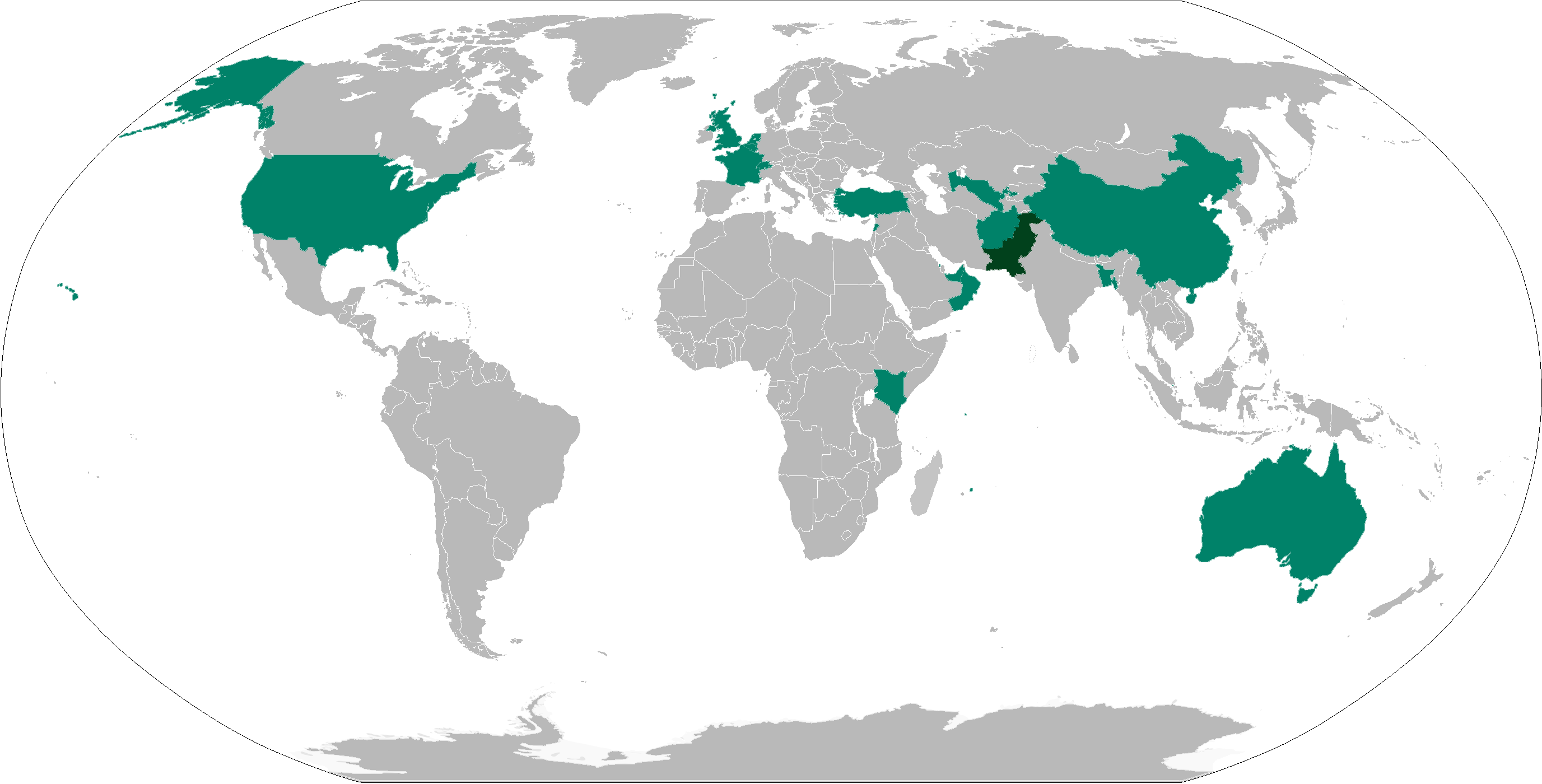
하비브 뱅크의 전 세계 운영을 나타내는 지도. 강조 표시된 국가에는 은행의 지점, 자회사 및 대표 사무소가 있다. 파키스탄은 참조를 위해 진한 녹색으로 강조 표시된다.

## 같이 보기
- 하비브 뱅크 플라자
- 술탄 알리 알라나